# Port St. Lucie
Port St. Lucie é uma cidade localizada no estado americano da Flórida, no condado de St. Lucie. Foi incorporada em 1961.
A cidade foi atingida pelos furacões Frances e Jeanne em 2004, e pelo furacão Wilma em 2005. É sede de um dos campi da Florida Atlantic University.

## Geografia
De acordo com o United States Census Bureau, a cidade tem uma área de 298,5 km², onde 295,1 km² estão cobertos por terra e 3,4 km² por água.

## Demografia
Segundo o censo nacional de 2010, a sua população é de 164 603 habitantes e sua densidade populacional é de 557,8 hab/km². É a nona cidade mais populosa da Flórida e a mais populosa do condado de St. Lucie. Possui 70 877 residências, que resulta em uma densidade de 240,2 residências/km². É a localidade que, em 10 anos, teve o maior crescimento populacional do condado.